# Glenlochar Bridge
Die Glenlochar Bridge ist eine Straßenbrücke in der Ortschaft Glenlochar in der schottischen Council Area Dumfries and Galloway. 1971 wurde das Bauwerk in die schottischen Denkmallisten in der höchsten Kategorie A aufgenommen.

## Beschreibung
Der Mauerwerksviadukt liegt am Ostrand von Glenlochar. Er wurde zwischen 1797 und 1799 errichtet und führt die B795 über den Dee, der an dieser Stelle die Grenze zwischen den Parishs Crossmichael und Balmaghie bildet. Ein kurzes Stück flussaufwärts verläuft das abschließende Wehr des Stausees Loch Ken.
Die Glenlochar Bridge überspannt den Dee in sechs identischen Segmentbögen. Dabei ist sie insgesamt rund 95 m lang. Ihr Mauerwerk besteht aus Bruchstein, wobei die Bögen mit Granitquadern ausgemauert sind. Die Pfeiler treten halbrund heraus. In den Zwickeln sind blinde runde Plaketten poliert eingefasst. Schlichte Bruchsteinbrüstungen mit granitenen Natursteinkappen begrenzen die Fahrbahn. Die Fahrbahn ist mit einem leichten Buckel ausgeführt.